# IAR-93 (航空機)
IAR-93 ヴルトゥール
スロバキアのコシツェ航空博物館に展示されているIAR-93
- 用途：攻撃機、偵察機
- 製造者：アヴィオアーネ・クラヨーヴァ（ルーマニア語版、英語版）
- 運用者： ルーマニア空軍
- 初飛行：1974年10月31日
- 生産数：88機
- 生産開始：1975年
- 退役：1998年
- 運用状況：退役済み
- サブタイプ： J-22 オラオ

IAR-93 ヴルトゥール（Vultur、ルーマニア語で「鷲」Eagleの意味）は、1970年代にユーゴスラビアのSOKOとルーマニアのIARが開発した軽攻撃機である。
ユーゴスラビアとルーマニアの共同プロジェクトとして、両国の空軍のために開発された。双発のジェットエンジンを備えた近接支援・地上攻撃・戦術偵察機で、低空迎撃能力も備えている。ルーマニア空軍では、MiG-15やMiG-17を代替するものとして投入されたが、1998年までには全機が退役した。なおユーゴスラビア採用型についてはJ-22「オラオ」の項を参照のこと。

## 各型
IAR-93Aエンジンとしてヴァイパー Mk.632-41（アフターバーナー非搭載）を搭載した初期生産型。1981年に配備。単座型26機、複座型9機が製造。
IAR-93MBMBとは「基本型エンジン」を意味する。IAR-93Bと同一の胴体を持ちながら、IAR-93Aと同じアフターバーナー非搭載のエンジンを採用している。1982年に配備。単座型15機が製造。
IAR-93Bヴァイパー Mk.633-47エンジン（アフターバーナー搭載）を採用し、内部燃料容量の増加、ハードポイントの改良、主翼の改良などを行ったもの。1985年に初飛行し、1987年から配備された。単座型27機、複座型7機が製造。

## ギャラリー

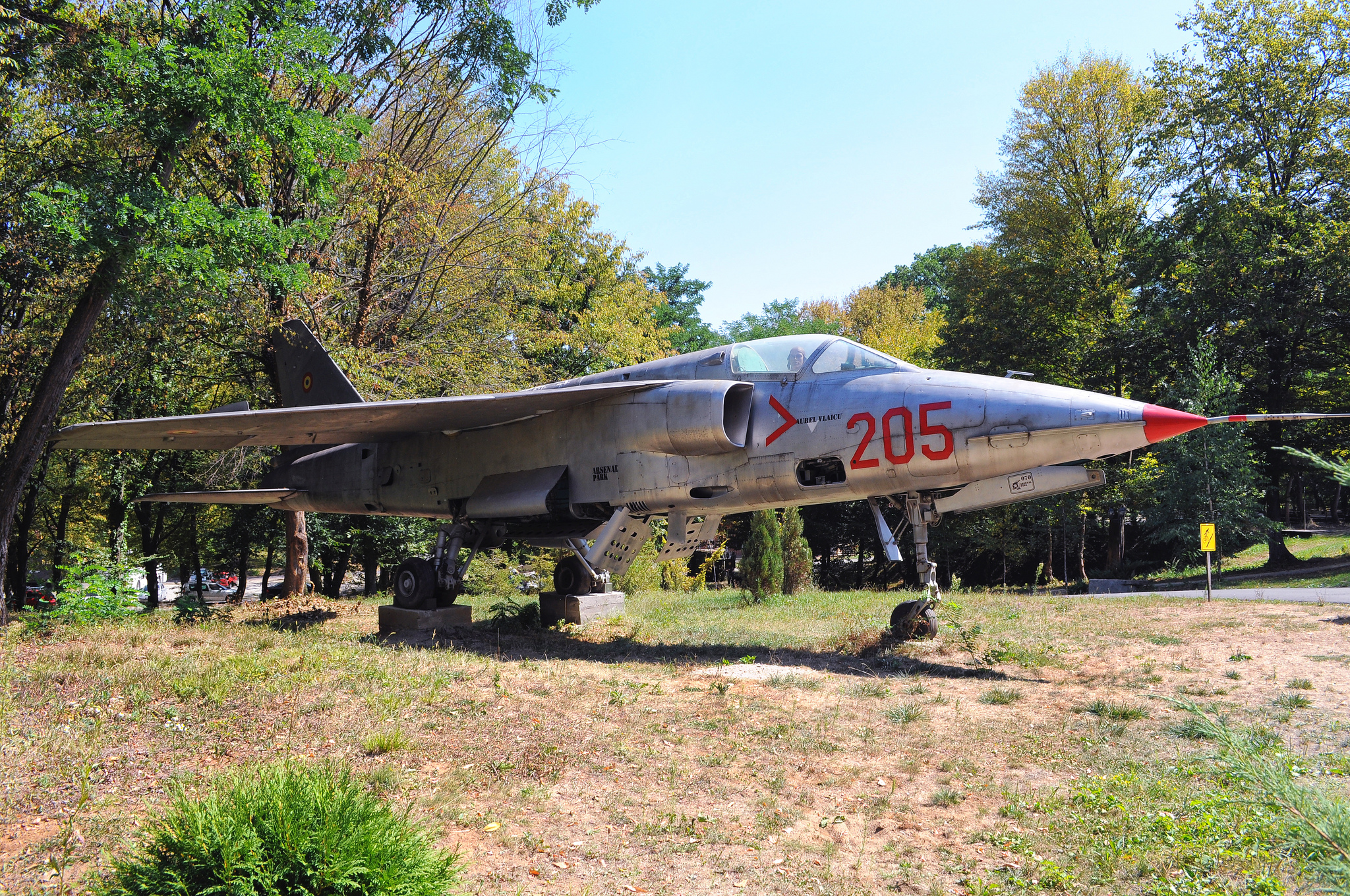
IAR-93、オラシュティエ
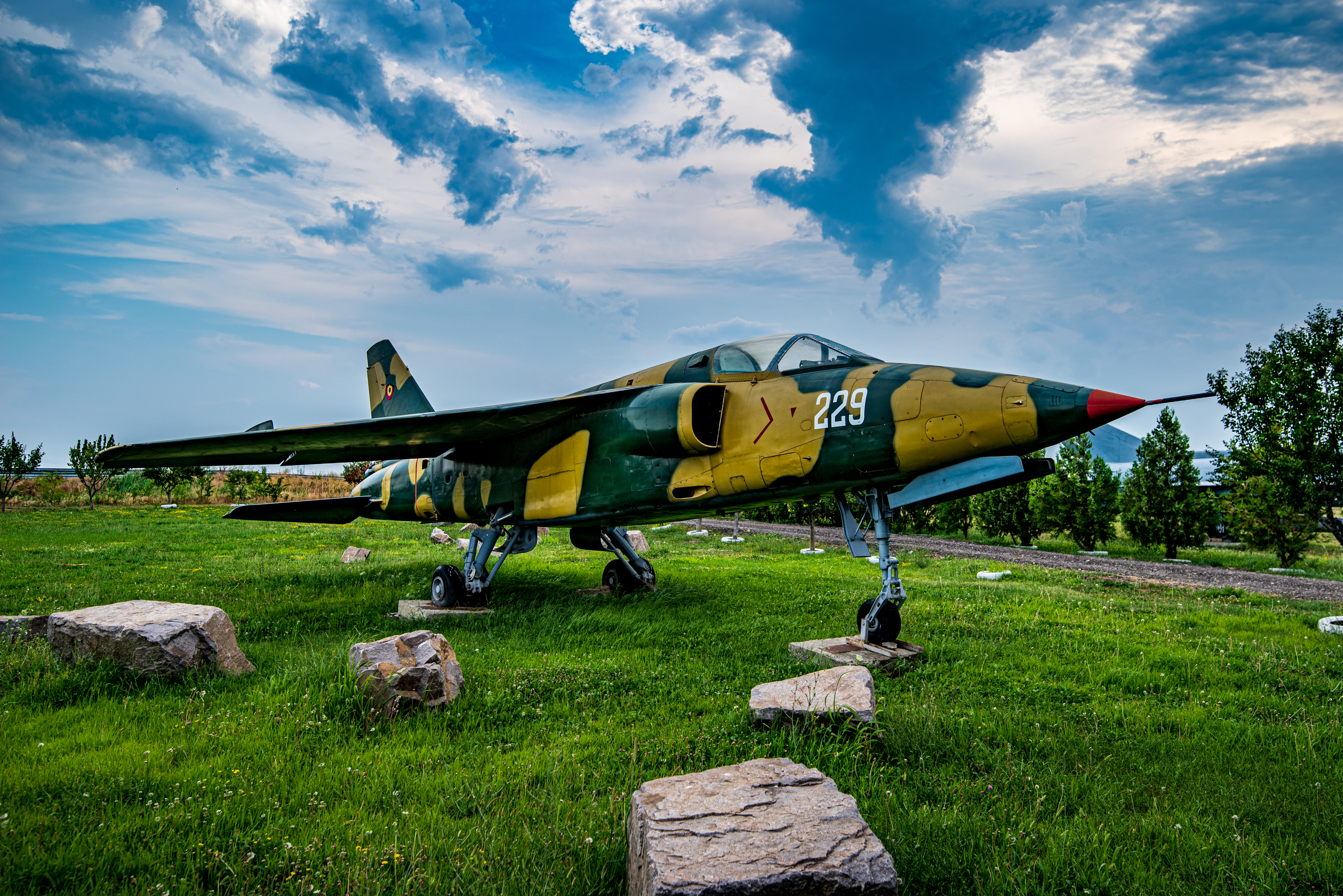
IAR-93、バデニ空軍基地
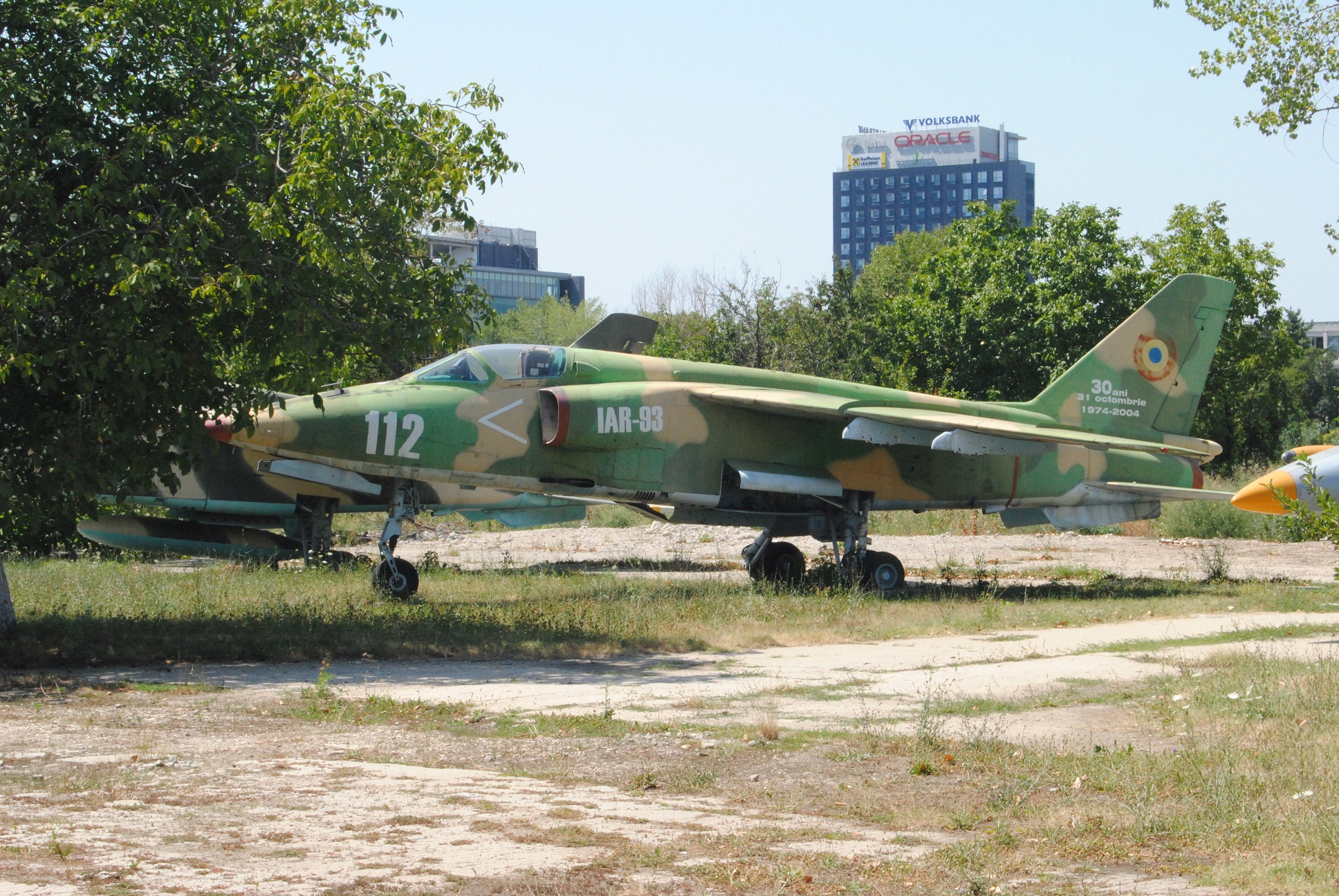
ブカレストの航空博物館